# Romain Feillu

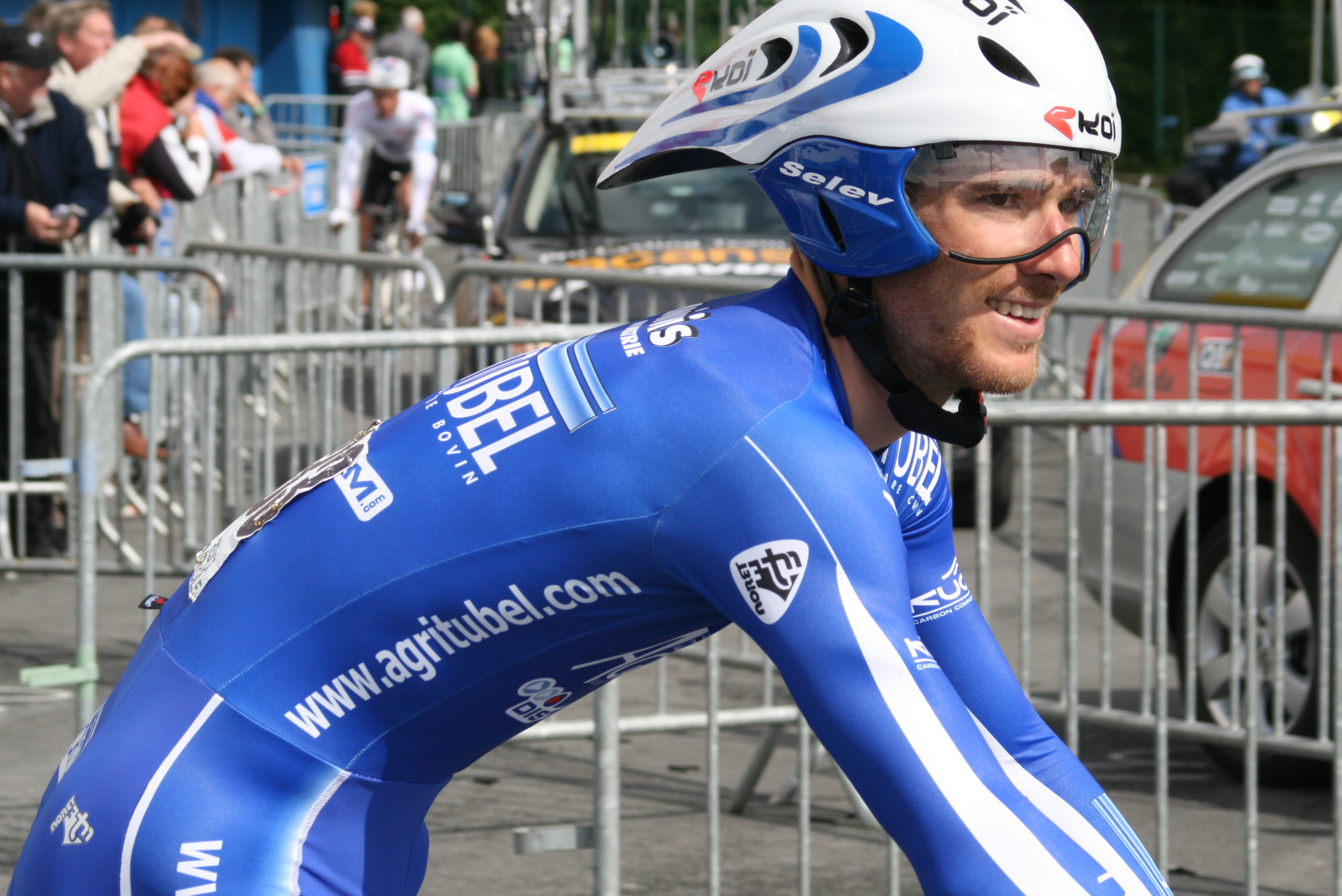
Romain Feillu i Agritubel 2009.

Romain Feillu, född 16 april 1984 i Châteaudun, är en fransk professionell landsvägscyklist. Han tävlade för det franska stallet Agritubel mellan säsongerna 2005 och 2009. När stallet lade ned blev Feillu kontrakterad av det nederländska stallet Vacansoleil Pro Cycling Team.

## Karriär
Den 25 augusti 2005 blev Feillu stagiare (lärling) i det franska cykelstallet Agritubel och där visade han för stalledningen att han borde få fortsatt förtroende året därpå. Något som han också fick. Under säsongen 2006 vann han Grand Prix Tours men också den sammanlagda ställningen i Tour de la Somme. Samma år slutade han också tvåa i U23-världsmästerskapens linjelopp efter tysken Gerald Ciolek. 
Feillu blev professionell med Agritubel 2007 och visade snart resultat genom att vinna en etapp på Luxemburg runt men också det franska endagsloppet Boucles de l'Aulne.
Under sitt första Tour de France 2007 slutade han i topp 10 tre gånger innan han drog sig ur tävlingen på den åttonde etappen, den andra bergsetappen.
Senare samma år vann han Tour of Britain och han slutade på tionde plats på Paris-Bourges. Han slutade på en tredje plats på etapp 4 av Tour du Limousin.
Under säsongen 2008 tog han sin andra raka seger i Boucles de l'Aulne.
I juni 2008 slutade han tvåa efter argentinaren Juan José Haedo på Luxemburg runts första etapp.
Romain Feillu fick bära den gula ledartröjan i Tour de France 2008 under en etapp, men tappade sedan tröjan till tysken Stefan Schumacher.
I februari 2009 slutade Romain Feillu tvåa på etapp 2 av Étoile de Bessèges efter landsmannen Jimmy Casper. När slutet av mars närmade sig slutade Feillu trea på etapp 2 av Critérium International bakom Jens Voigt och Danny Pate. I april slutade han trea på Route Adélie bakom Jérôme Coppel och David Le Lay. Han slutade också tvåa på Paris-Camembert Lepetit bakom Jimmy Casper. Romain Feillu vann etapp 2 av Tour de Picardie. I juni slutade fransmannen trea på Luxemburg runts prolog bakom Grégory Rast och Jonathan Hivert. Han slutade trea på etapp 2 av Tour de France 2009 bakom Mark Cavendish och Tyler Farrar. Feillu vann etapp 4 av Tour du Limousin framför Pierrick Fédrigo och Paul Martens. Han slutade tvåa på etapp 2 av tävlingen bakom landsmannen Samuel Dumoulin. Efter säsongen 2009 lade det franska stallet Agritubel ned sin verksamhet och Romain Feillu gick vidare till Vacansoleil Pro Cycling Team. I slutet av augusti slutade Feillu på andra plats på Châteauroux - Classic de l'Indre bakom Jimmy Casper. Han vann Grand Prix de Fourmies 2009. Han slutade också på andra plats på etapp 1 av Tour du Gévaudan Languedoc-Roussillon bakom Francisco José Ventoso.

## Privatliv
Romain Feillu är äldre bror till Brice Feillu som blev professionell med Agritubel inför säsongen 2009, där han blev stallkamrat med sin bror.

## Meriter
2006
Grand Prix Tours
Tour de la Somme
2007
Boucles de l'Aulne
Etapp 3, Luxemburg runt
Tour of Britain
Paris-Bourges
10:a, Paris-Tours
2008
Boucles de l'Aulne
2009
Etapp 2, Tour de Picardie
Etapp 4, Tour du Limousin
GP Fourmies
2:a, etapp 2, Étoile de Bessèges
2:a, Paris-Camembert Lepetit
2:a, etapp 2, Tour du Limousin
2:a, Châteauroux - Classic de l'Indre
2:a, etapp 1, Tour du Gévaudan Languedoc-Roussillon
3:a, etapp 2, Critérium International
3:a, Route Adélie
3:a, prolog, Luxemburg runt
3:a, etapp 2, Tour de France 2009

## Stall
- Agritubel (stagiaire) 2005
- Agritubel 2006–2009
- Vacansoleil Pro Cycling Team 2010–